# The Sun Comes Out World Tour
The Sun Comes Out World Tour (també conegut com a Shakira: Live in Concert i Sale el Sol World Tour) fou la cinquena gira de concerts de la cantautora colombiana, Shakira. La gira va ser dedicada als seus àlbums d'estudi sisè i setè, She Wolf i Sale el Sol. La gira arribà a Amèrica, Europa i Àfrica. El tram sud-americà de la gira va ser una part de The Pop Festival. La gira va recaptar més de 16 milions de dòlars als Estats Units el 2010, convertint-se en la quarantena gira més taquillera de l'any.

## Antecedents
El novembre de 2009, Shakira anuncià un concurs per presentar bandes i/o cantants sense discogràfica per fer de teloners de la seva pròxima gira. La gira es va anunciar oficialment el maig de 2010, amb dates a Amèrica del Nord. La cantant va descriure la gira com a "enèrgica" i "interactiva", declarant:

| « | "Tindrà nous temes i hi haurà una gran quantitat d'interacció amb el públic. El meu espectacle tindrà molt d'això: molt ball, una alegria de viure. Em sento lliure a l'escenari. M'agrada veure les cares de tots, per veure la reacció. Així que pots trobar una gran quantitat de la meva energia ... però també hi haurà moments que espero siguin artísticament energètics. Vull que la gent senti les coses de prop" | » |

La gira va començar amb una actuació d'assaig en el Bell Centre de Mont-real, al Canadà, abans que comencés oficialment al Mohegan Sun Arena d'Uncasville, Connecticut.

## Teloners
| - Parade (Anglaterra) - DJ Orlando (Rotterdam) - Calle 13 (Salta, Córdoba) - Los Huayra (Salta) - Vampire Weekend (Buenos Aires) - Dante Spinetta (Buenos Aires) - Emmanuel Horvilleur (Buenos Aires) | - Leo García (Buenos Aires) - Deborah De Corral (Buenos Aires) - Rosal (Buenos Aires) - No lo soporto (Buenos Aires) - Vicentico (Buenos Aires, Santiago de Xile) - Los Auténticos Decadentes (Paraguai) - Francisca Valenzuela (Santiago de Xile) | - J Balvin (Colòmbia) - Belanova (Colòmbia) - Bomba Estereo (Colòmbia) - Train (Colòmbia, Brasil, Perú, Veneçuela) - Ziggy Marley (Argentina, Paraguai, Brasil, Perú) - Fatboy Slim (Brasil) - Chimarruts (Brasil) |

## Dates de la gira

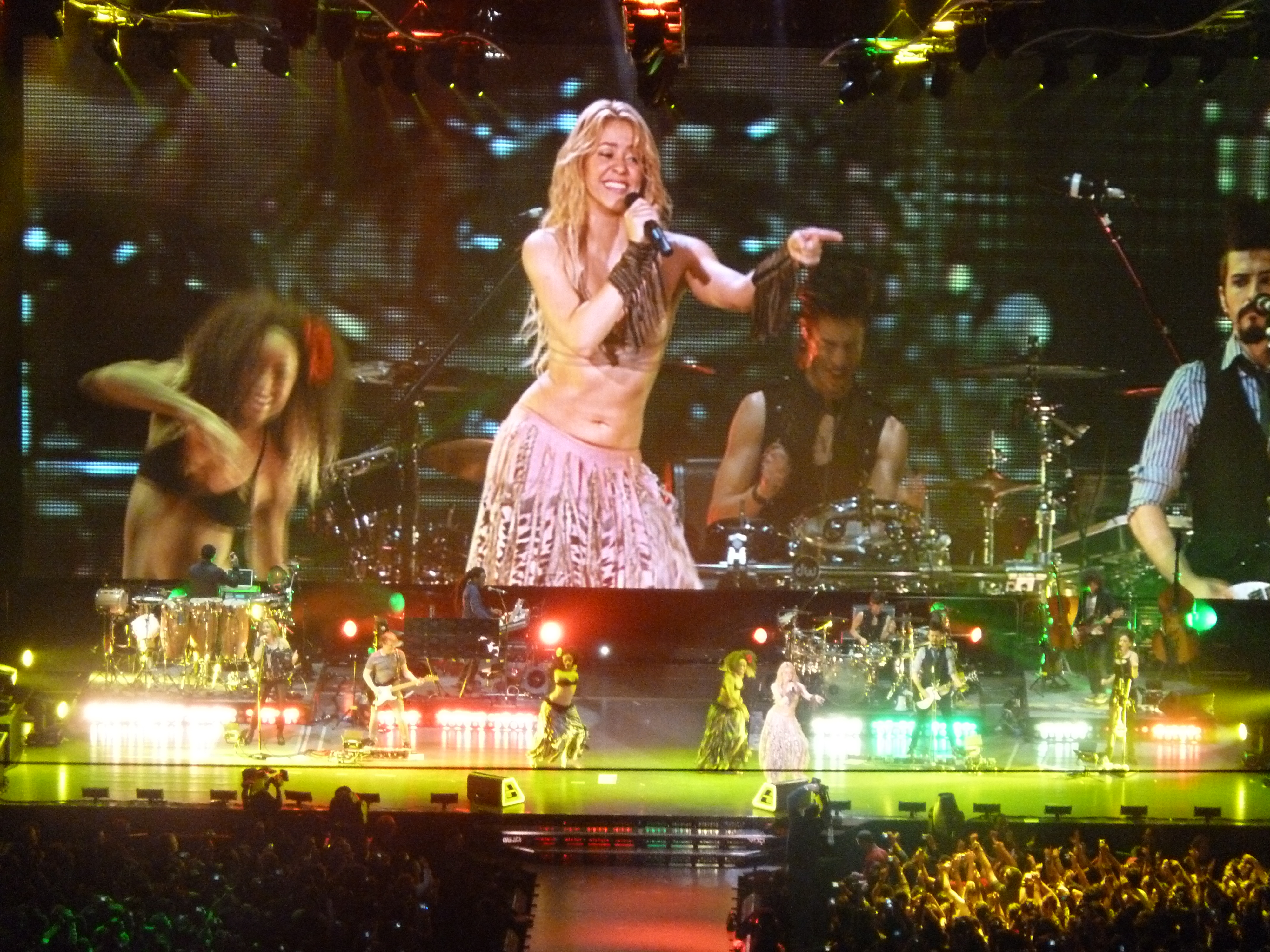
Shakira cantant Waka Waka (This Time For Africa) al Palacio de los deportes

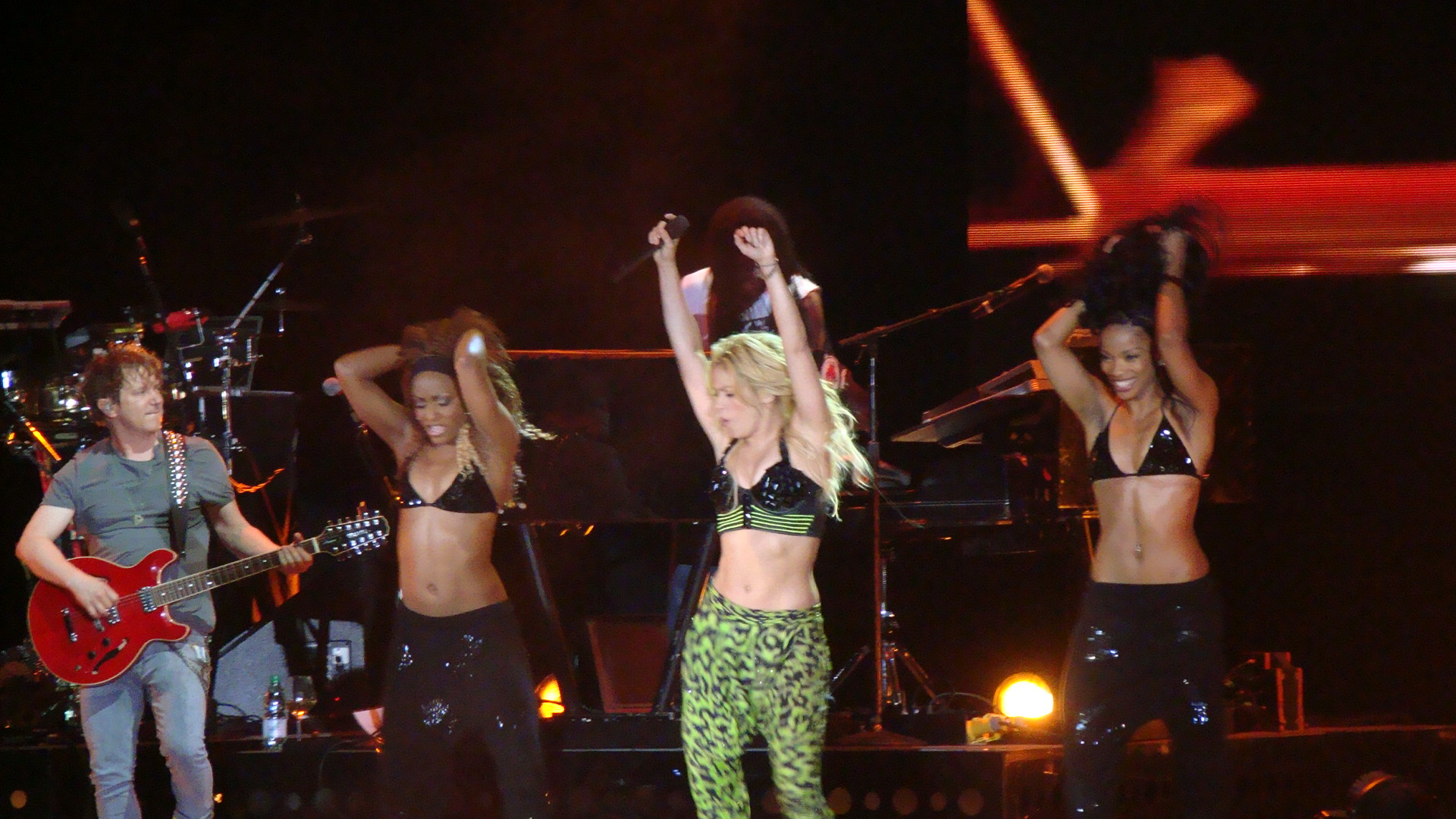
Shakira interpretant "Loca" en Uruguai

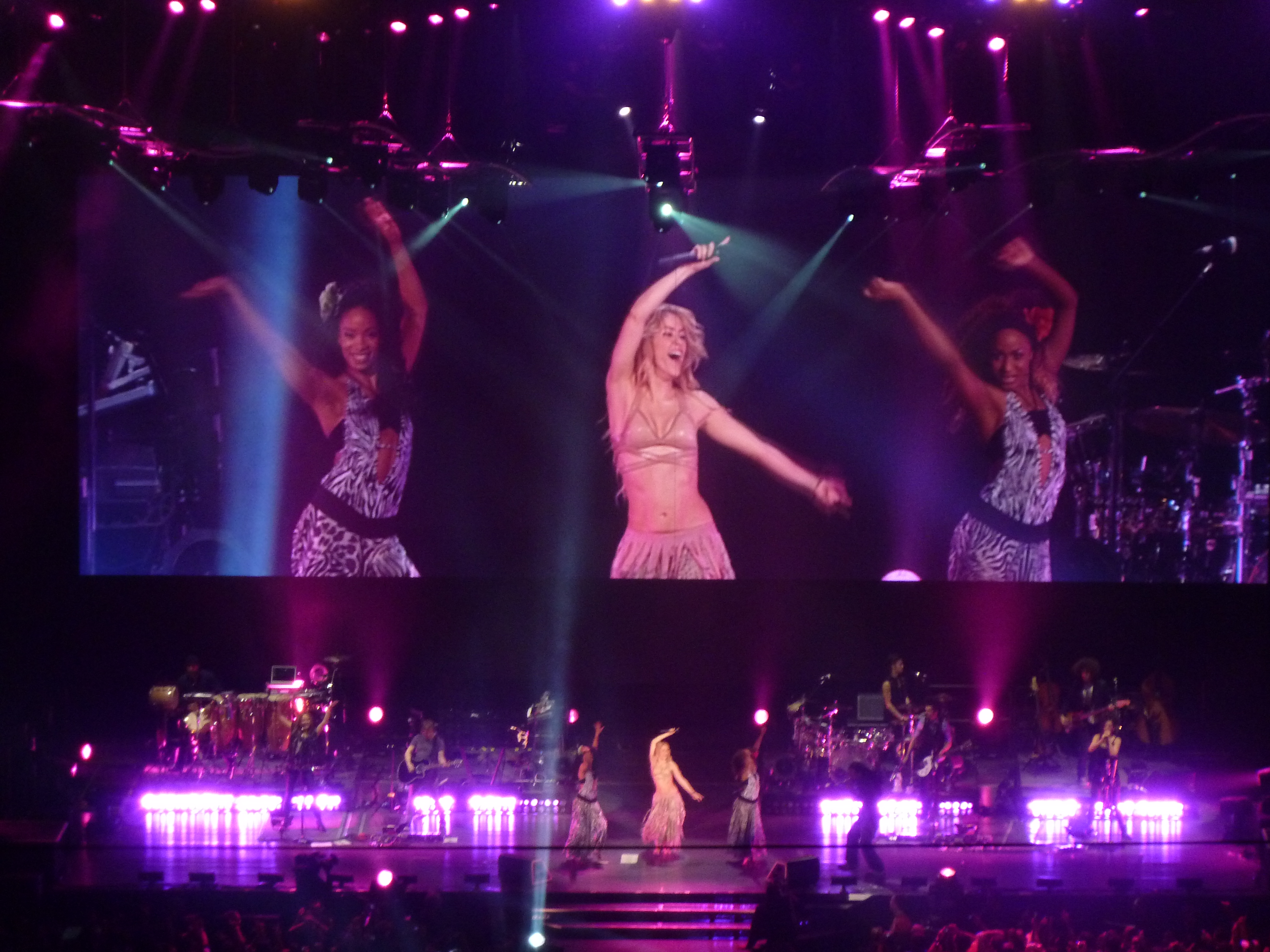
Shakira a Madrid

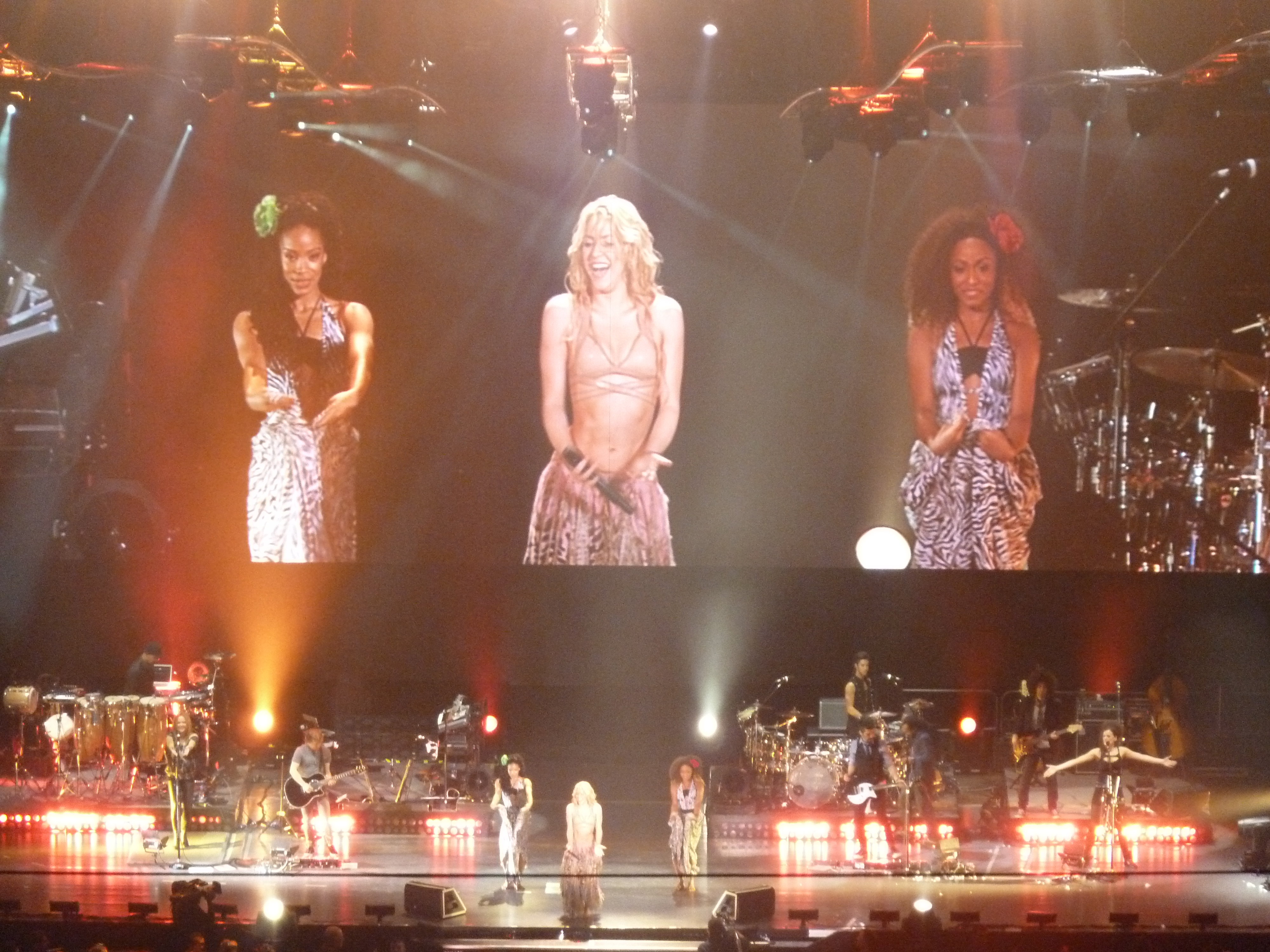
Shakira a Madrid

| Data             | Ciutat                  | País                 | Lloc                                             |
| ---------------- | ----------------------- | -------------------- | ------------------------------------------------ |
| Amèrica del Nord |                         |                      |                                                  |
| 15 setembre 2010 | Mont-real               | Canadà               | Bell Centre                                      |
| 17 setembre 2010 | Uncasville              | Estats Units         | Mohegan Sun Arena                                |
| 18 setembre 2010 | Atlantic City           | Estats Units         | Etess Arena                                      |
| 21 setembre 2010 | Ciutat de Nova York     | Estats Units         | Madison Square Garden                            |
| 25 setembre 2010 | Sunrise                 | Estats Units         | BankAtlantic Center                              |
| 27 setembre 2010 | Miami                   | Estats Units         | American Airlines Arena                          |
| 28 setembre 2010 | Orlando                 | Estats Units         | Amway Arena                                      |
| 1 octubre 2010   | Dallas                  | Estats Units         | American Airlines Center                         |
| 2 octubre 2010   | San Antonio (Texas)     | Estats Units         | AT&T Center                                      |
| 5 octubre 2010   | Corpus Christi          | Estats Units         | American Bank Center                             |
| 6 octubre 2010   | Laredo                  | Estats Units         | Laredo Energy Arena                              |
| 8 octubre 2010   | Houston                 | Estats Units         | Toyota Center                                    |
| 9 octubre 2010   | Hidalgo                 | Estats Units         | State Farm Arena                                 |
| 12 octubre 2010  | El Paso                 | Estats Units         | Don Haskins Center                               |
| 13 octubre 2010  | El Paso                 | Estats Units         | Don Haskins Center                               |
| 15 octubre 2010  | San Diego               | Estats Units         | San Diego Sports Arena                           |
| 16 octubre 2010  | Las Vegas               | Estats Units         | Mandalay Bay Events Center                       |
| 19 octubre 2010  | Sacramento              | Estats Units         | ARCO Arena                                       |
| 20 octubre 2010  | Santa Barbara           | Estats Units         | Santa Barbara Bowl                               |
| 22 octubre 2010  | Oakland                 | Estats Units         | Oracle Arena                                     |
| 23 octubre 2010  | Los Angeles             | Estats Units         | Staples Center                                   |
| 25 octubre 2010  | Anaheim                 | Estats Units         | Honda Center                                     |
| 26 octubre 2010  | Indio                   | Estats Units         | Fantasy Springs Special Events Center            |
| 29 octubre 2010  | Chicago                 | Estats Units         | Allstate Arena                                   |
| Europa           |                         |                      |                                                  |
| 16 novembre 2010 | Lió                     | França               | Halle Tony Garnier                               |
| 17 novembre 2010 | Zúric                   | Suïssa               | Hallenstadion                                    |
| 19 novembre 2010 | Madrid                  | Espanya              | Palacio de Deportes                              |
| 21 novembre 2010 | Lisboa                  | Portugal             | Pavilhão Atlântico                               |
| 23 novembre 2010 | Bilbao                  | Espanya              | Bizkaia Arena                                    |
| 24 novembre 2010 | Barcelona               | Espanya              | Palau Sant Jordi                                 |
| 26 novembre 2010 | Montpeller              | França               | Arena Montpellier                                |
| 27 novembre 2010 | Torí                    | Itàlia               | Torino Palasport Olimpico                        |
| 29 novembre 2010 | Ginebra                 | Suïssa               | SEG Geneva Arena                                 |
| 1 desembre 2010  | Rotterdam               | Països Baixos        | Ahoy Rotterdam                                   |
| 3 desembre 2010  | Múnic                   | Alemanya             | Olympiahalle                                     |
| 5 desembre 2010  | Metz                    | França               | Galaxie Amnéville                                |
| 6 desembre 2010  | París                   | França               | Palais Omnisports de Paris-Bercy                 |
| 9 desembre 2010  | Berlín                  | Alemanya             | O₂ World                                         |
| 11 desembre 2010 | Colònia                 | Alemanya             | Lanxess Arena                                    |
| 12 desembre 2010 | Anvers                  | Bèlgica              | Sportpaleis                                      |
| 14 desembre 2010 | Manchester              | Anglaterra           | Manchester Evening News Arena                    |
| 14 desembre 2010 | Dublín                  | Irlanda              | The O₂                                           |
| 17 desembre 2010 | Belfast                 | Irlanda del Nord     | Odyssey Arena                                    |
| 19 desembre 2010 | Glasgow                 | Escòcia              | Scottish Exhibition and Conference Centre        |
| 20 desembre 2010 | Londres                 | Anglaterra           | The O₂ Arena                                     |
| Amèrica del Sud  |                         |                      |                                                  |
| 1 març 2011      | Salta                   | Argentina            | Estadio Padre Ernesto Martearena                 |
| 3 març 2011      | Córdoba                 | Argentina            | Estadio Mario Alberto Kempes                     |
| 5 març 2011      | Buenos Aires            | Argentina            | Estadio Puerto Madero                            |
| 6 març 2011      | Punta del Este          | Uruguai              | Hotel Conrad Grounds                             |
| 8 març 2011      | Asunción                | Paraguai             | Hipòdrom d'Asunción                              |
| 9 març 2011      | Santiago de Xile        | Xile                 | Estadio Nacional de Chile                        |
| 12 març 2011     | Bogotà                  | Colòmbia             | Simón Bolívar Park                               |
| 15 març 2011     | Porto Alegre            | Brasil               | FIERGS Parking                                   |
| 19 març 2011     | São Paulo               | Brasil               | Estadi Morumbi                                   |
| 21 març 2011     | Santa Cruz de la Sierra | Bolívia              | Estadio Ramón Tahuichi Aguilera                  |
| 24 març 2011     | Brasília                | Brasil               | Nilson Nelson Gymnasium                          |
| 25 març 2011     | Lima                    | Perú                 | Estadio Universidad San Marcos                   |
| 27 març 2011     | Caracas                 | Veneçuela            | Estadi de Futbol Universitat Simón Bolívar       |
| 30 març 2011     | Santo Domingo           | República Dominicana | Estadio Olímpico Félix Sánchez                   |
| Amèrica del Nord |                         |                      |                                                  |
| 2 abril 2011     | Ciutat de Mèxic         | Mèxic                | Foro Sol                                         |
| 3 abril 2011     | Ciutat de Mèxic         | Mèxic                | Foro Sol                                         |
| 5 abril 2011     | Zapopan (Jalisco)       | Mèxic                | Estadio Tres de Marzo                            |
| 7 abril 2011     | San Nicolás             | Mèxic                | Estadio Universitario                            |
| 9 abril 2011     | Ciutat de Guatemala     | Guatemala            | Estadio Cementos Progreso                        |
| 10 abril 2011    | San José                | Costa Rica           | Estadio Nacional de Costa Rica                   |
| 12 abril 2011    | Ciutat de Panamà        | Panamà               | Plaza Figali                                     |
| Àsia             |                         |                      |                                                  |
| 29 abril 2011    | Abu Dhabi               | Emirats Àrabs Units  | Yas Arena                                        |
| Europa           |                         |                      |                                                  |
| 2 maig 2011      | Bolonya                 | Itàlia               | Futurshow Station                                |
| 3 maig 2011      | Milà                    | Itàlia               | Mediolanum Forum                                 |
| 5 maig 2011      | Budapest                | Hongria              | Budapest Sports Arena                            |
| 7 maig 2011      | Bucarest                | Romania              | Piaţa Constituţiei                               |
| 9 maig 2011      | Belgrad                 | Sèrbia               | Belgrad Arena                                    |
| 10 maig 2011     | Zagreb                  | Croàcia              | Arena Zagreb                                     |
| 14 maig 2011     | Mannheim                | Alemanya             | SAP Arena                                        |
| 15 maig 2011     | Mönchengladbach         | Alemanya             | Warsteiner HockeyPark                            |
| 17 maig 2011     | Łódź                    | Polònia              | Atlas Arena                                      |
| 19 maig 2011     | Minsk                   | Belarús              | Minsk-Arena                                      |
| 22 maig 2011     | Sant Petersburg         | Rússia               | SKK Peterburgsky                                 |
| 24 maig 2011     | Moscou                  | Rússia               | Olimpiyskiy                                      |
| Àsia             |                         |                      |                                                  |
| 26 maig 2011     | Beirut                  | Líban                | Beirut International Exhibition & Leisure Center |
| Àfrica           |                         |                      |                                                  |
| 28 maig 2011     | Rabat                   | Marroc               | OLM Souissi                                      |
| Europa           |                         |                      |                                                  |
| 29 maig 2011     | Barcelona               | Països Catalans      | Estadi Olímpic Lluís Companys                    |
| 20 maig 2011     | València                | Països Catalans      | Sala Auditorio Marina Sur                        |
| 1 juny 2011      | Almeria                 | Espanya              | Estadi dels Jocs Mediterranis                    |
| 3 juny 2011      | Madrid                  | Espanya              | Estadi Vicente Calderón                          |
| 4 juny 2011      | Bilbao                  | País Basc            | Estadi de San Mamés                              |
| 5 juny 2011      | Niça                    | França               | Palais Nikaia                                    |
| 7 juny 2011      | Ginebra                 | Suïssa               | SEG Geneva Arena                                 |
| 8 juny 2011      | Zuric                   | Suïssa               | Hallenstadion                                    |
| 10 juny 2011     | Graz                    | Àustria              | Schwarzl-Freizeitzentrum                         |
| 11 juny 2011     | Frankfurt del Main      | Alemanya             | Festhalle Frankfurt                              |
| 13 juny 2011     | París                   | França               | Palais Omnisports de Paris-Bercy                 |
| 14 juny 2011     | París                   | França               | Palais Omnisports de Paris-Bercy                 |
| Amèrica del Nord |                         |                      |                                                  |
| 11 juliol 2011   | Ciutat de Mèxic         | Mèxic                | Lipstick Zona Rosa                               |
| 15 juliol 2011   | Cancun                  | Mèxic                | Moon Palace Resort Grounds                       |
| 16 juliol 2011   | Mérida                  | Mèxic                | Monumento a la Patria                            |
| 22 juliol 2011   | Tuxtla Gutiérrez        | Mèxic                | Estadio Víctor Manuel Reyna                      |
| 24 juliol 2011   | Puebla                  | Mèxic                | Estadio de Béisbol Hermanos Serdán               |
| Europa           |                         |                      |                                                  |
| 16 agost 2011    | Pristina                | Kosovo               | Pristina City Stadium                            |
| Amèrica del Sud  |                         |                      |                                                  |
| 30 setembre 2011 | Rio de Janeiro          | Brasil               | Parc Olímpic Cidade do Rock                      |

## Llista de cançons
| Canadà i Estats Units |
| --- |
| 1. "Pienso en Ti" 2. "Why Wait" 3. "Te Dejo Madrid" 4. "Si Te Vas" 5. "Whenever, Wherever" (conté extractes de "Unbelievable") 6. "Inevitable" 7. "El Nay A'atini Nay" 8. Medley: "Nothing Else Matters" / "Despedida" 9. "Gypsy" 10. "La Tortura" 11. "Ciega, Sordomuda" 12. "Underneath Your Clothes" 13. "Gordita" 14. "Sale el Sol" 15. "Las de la Intuición" 16. "Loca" 17. "She Wolf"(conté elements de Mapalé) 18. "Ojos Así" Encore 1. "Antes De Las Seis" 2. "Hips Don't Lie" 3. "Waka Waka (This Time for Africa)" |

| Europa, Àsia i Àfrica |
| --- |
| 1. "Pienso en Ti" 2. "Why Wait" 3. "Te Dejo Madrid" 4. "Si Te Vas" 5. "Suerte" (conté extractes de "Unbelievable") 6. "Inevitable" 7. "El Nay A'atini Nay" 8. Medley: "Nothing Else Matters" / "Despedida" 9. "Gitana" 10. "La Tortura" 11. "Ciega, Sordomuda" 12. "Underneath Your Clothes" 13. "Gordita" 14. "Sale el Sol" 15. "Las de la Intuición" 16. "Loca" 17. "Loba"(conté elements de Mapalé) 18. "Ojos Así" Encore 1. "Antes De Las Seis" 2. "Hips Don't Lie" 3. "Waka Waka (Esto es África)" |

| Amèrica del Sud |
| --- |
| 1. "Pienso en Ti" 2. "Años Luz" 3. "Te Dejo Madrid" 4. "Si Te Vas" 5. "Suerte" (conté extractes de "Unbelievable") 6. "Inevitable" 7. "El Nay A'atini Nay" 8. Medley: "Nothing Else Matters" / "Despedida" 9. "Gitana" 10. "La Tortura" 11. "Ciega, Sordomuda" 12. "Underneath Your Clothes" 13. "Gordita" 14. "Sale el Sol" 15. "Las de la Intuición" 16. "Loca" 17. "Loba"(conté elements de Mapalé) 18. "Ojos Así" Encore 1. "Antes De Las Seis" 2. "Hips Don't Lie" 3. "Waka Waka (Esto es África)" |

Notes addicionals
- Durant el seu concert a l'Staples Center de Los Angeles, Califòrnia, Shakira es va unir a l'escenari de Calle 13 per a la realització de "Gordita".[39]